# روگه (صربستان)
روگه (به صربی: Roge) یک منطقهٔ مسکونی در صربستان است که در پوژگا واقع شده‌است. روگه ۴۲۴ نفر جمعیت دارد.